# HEAG-Baureihe ST8
Der ST8 ist eine ehemalige Fahrzeug-Baureihe der Straßenbahn Darmstadt. Das Kürzel steht für Straßenbahn-Triebwagen der 8. Serie. Der Verkehrsbetrieb HEAG besaß ab 1963 insgesamt sieben Fahrzeuge dieser Serie, die die Wagennummern 91–97 bekamen. Sie wurden von der Deutsche Waggon- und Maschinenfabriken GmbH (DWM) in Berlin gebaut.

## Geschichte
Die ST8 wurden Ende der 1950er / Anfang der 1960er bei DWM in Berlin bestellt. Sie waren eine Nachbestellung der Vorgängerserie ST7. 1963 wurden die sieben bestellten Gelenktriebwagen an die HEAG in Darmstadt ausgeliefert.

## Unterschiede zu den ST7
Äußerlich waren die ST8 lediglich durch die höheren Wagennummern 91–97 und durchgehende Fenster in den Türen von den ST7 zu unterscheiden.

## Verbleib
Alle ST8 (mit Ausnahme von Tw 96, dieser brannte 1994 aus) wurden an die Straßenbahn Iași in Rumänien verkauft. Zwischenzeitlich wurden alle Fahrzruge  in Iasi verschrottet. 